# Xã East Alma, Quận Cavalier, Bắc Dakota
Xã East Alma (tiếng Anh: East Alma Township) là một xã thuộc quận Cavalier, tiểu bang Bắc Dakota, Hoa Kỳ. Năm 2010, dân số của xã này là 23 người.